# سندیا پارک (نیومکزیکو)
سندیا پارک (به انگلیسی: Sandia Park) یک منطقهٔ مسکونی در ایالات متحده آمریکا است که در شهرستان برنالیو، نیومکزیکو واقع شده‌است. سندیا پارک ۲۳۷ نفر جمعیت دارد و ۲٬۱۵۷٫۱ متر بالاتر از سطح دریا واقع شده‌است.